# Risinge, Finspångs kommun
Risinge är en socken i norra Östergötland.  Ofta benämns byn runt nya kyrkan som Risinge men egentligen ligger de flesta husen i byn i Olstad.  Risinge socken i Finspångs kommun, Östergötlands län. Den ligger fyra kilometer öster om Finspång. 
I socknen  återfinns Risinge gamla kyrka och Risinge nya kyrka.

## Kommunikationer
Risinge trafikeras av Östgötatrafikens busslinjer 410, 416,  och anropsstyrda 188/189.